# Théâtre 14 Jean-Marie-Serreau
 (janvier 2019).
Si vous disposez d'ouvrages ou d'articles de référence ou si vous connaissez des sites web de qualité traitant du thème abordé ici, merci de compléter l'article en donnant les références utiles à sa vérifiabilité et en les liant à la section « Notes et références ».
Le théâtre 14 Jean-Marie-Serreau est un théâtre municipal, situé 20 avenue Marc-Sangnier dans le 14e arrondissement de Paris. 
Créé en 1982, il est subventionné par la mairie de Paris.
De 2019 à 2024, il est dirigé par Mathieu Touzé et Édouard Chapot. 
Depuis 2025, Mathieu Touzé en assure seul la direction à la suite du départ d'Édouard Chapot à la direction de La Comète

## Description
Le théâtre est créé en 1982 et porte le nom :
- du 14e arrondissement de Paris où il se trouve ;
- du comédien et metteur en scène de théâtre Jean-Marie Serreau, mort en 1973.

Jean-Claude Amyl, directeur du théâtre à compter de 1984, propose une programmation pluridisciplinaire (théâtre, danse contemporaine, musique, lyrique).
En 1989, alors que le théâtre acquiert son autonomie statutaire, le projet d’agrandissement de ses locaux est reporté à une date indéterminée. La direction des Affaires culturelles étudie la faisabilité d’un projet plus ambitieux au théâtre Molière, puis au théâtre Paris-Villette, mais sa mise en œuvre est, par deux fois, contrariée.
La Confédération suisse lui proposant de créer un événement dans le cadre de la commémoration de son 700e anniversaire, Jean-Claude Amyl met un terme à ses fonctions en 1990[réf. nécessaire].
Le comédien Emmanuel Dechartre dirige le théâtre de 1991 à 2019.
Mathieu Touzé et Édouard Chapot le remplacent en 2019. Ils créent en 2020 au Théâtre, le Paris Off Festival à la suite de la pandémie et de l'annulation du Festival d'Avignon, afin que les jeunes compagnies puissent se produire. En 2022, ils investissent tout le 14ème arrondissement de Paris pour le festival Re.Génération.